# El Señor de los Cielos
El Señor de los Cielos – amerykańska narco-telenowela. Wyprodukowana przez Telemundo Studios, Miami i Caracol TV.
Telenowela jest emitowana w Stanach Zjednoczonych na kanale Telemundo od 15 kwietnia 2013.

## Obsada
| Aktor                  | Postać                                     |
| ---------------------- | ------------------------------------------ |
| Rafael Amaya           | Aurelio Casillas                           |
| Ximena Herrera         | Ximena Letrán                              |
| Robinson Díaz          | Milton Jiménez „El Cabo”                   |
| Raúl Méndez            | Víctor Casillas „Chacorta”                 |
| Carmen Villalobos      | Leonor Ballesteros                         |
| Gabriel Porras         | Marco Mejía                                |
| Fernanda Castillo      | Mónica Robles                              |
| Andrés Parra           | Pablo Escobar                              |
| Sara Corrales          | Matilde Rojas                              |
| Fernando Solórzano     | Oscar Cadena                               |
| Arturo Barba           | Alí Benjomea „El Turco”                    |
| Sophie Gómez           | Irina Wolody                               |
| Lisa Owen              | Doña Alba                                  |
| Alejandro de la Madrid | Ignacio Miravalle                          |
| Juan Ríos              | General Daniel Jiménez Arroyo „El Letrudo” |
| Angélica Celaya        | Eugenia Casas                              |
| Marco Pérez            | Guadalupe Robles                           |
| Rocío Verdejo          | Doris de Jiménez                           |
| Tommy Vásquez          | Álvaro José Pérez „Tijera”                 |
| Fabián Peña            | Jesús Linares                              |
| Emmanuel Orenday       | Gregorio Ponte                             |
| Ruy Senderos           | Heriberto Casillas                         |
| Bianca Calderón        | Roxana Mondragón                           |
| Angel Cerlo            | General Castro                             |
| Arnoldo Picazzo        | Huerta                                     |
| Juan Ignacio Aranda    | Ramiro de la Garza                         |
| Jorge Zárate           | Juan Montoya                               |
| Javier Díaz Dueñas     | Don Cleto Letrán                           |
| Rodolfo Valdés         | Alejandro Negrete                          |
| Guillermo Quintanilla  | Isidro Robles                              |
| Julian Arango          | Guadaña                                    |
| Mar Carrera            | Emma                                       |
| Eligio Melendez        | Sabino Villalobos                          |
| Paola Galina           | Vanessa                                    |
| Rodrigo Abed           | Prezydent                                  |